# Belisama

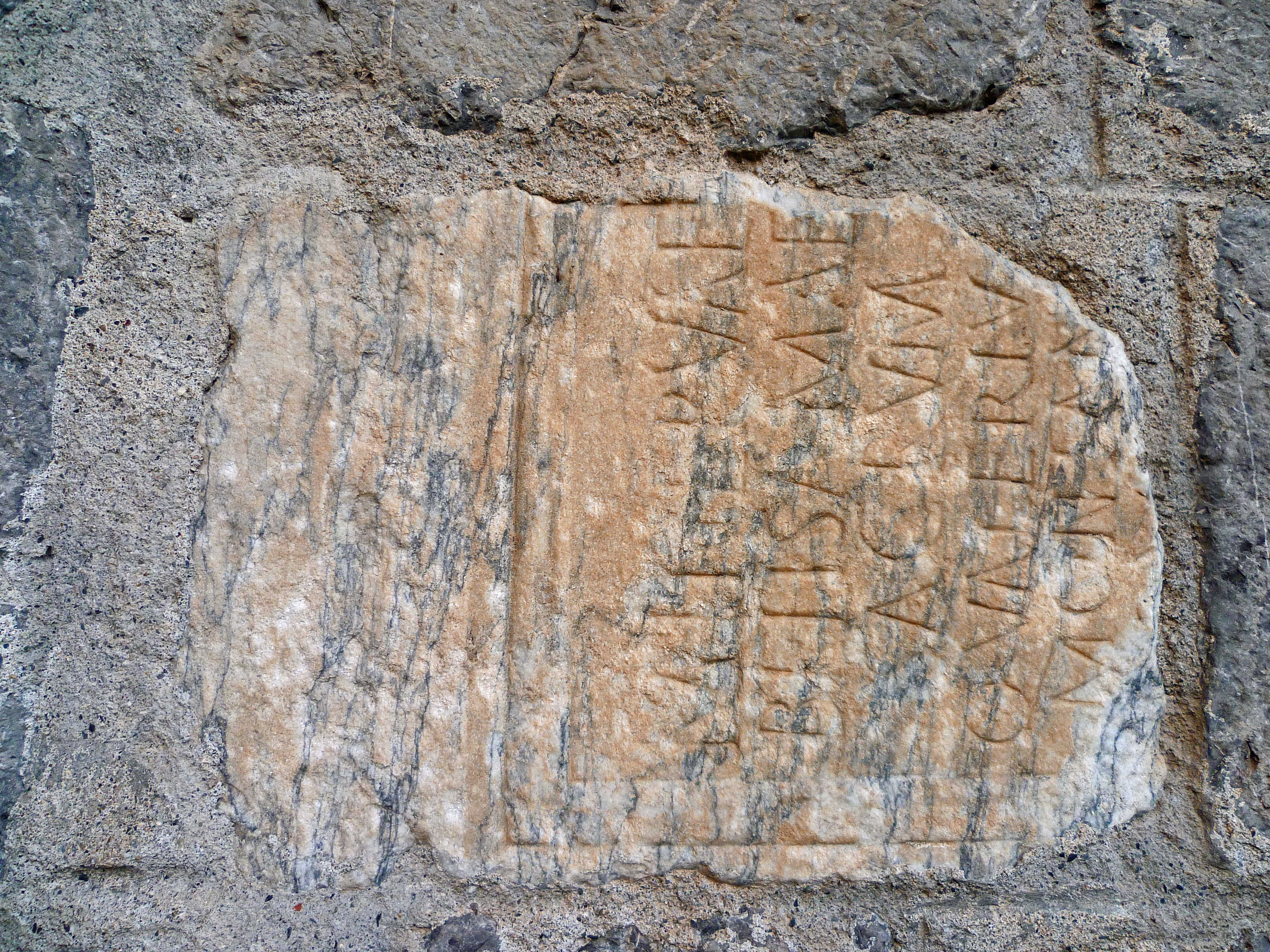
Galorománský nápis na mostě přes řeku Salat v Saint-Lizier identifikující bohyni Belisamu s Minervou

Belisama byla keltská bohyně uctívaná v Galii a v Británii. Byla to bohyně světla, ohně a řemesla, ale byla také spojována s řekami a jezery. Někdy byla ztotožňována s římskou Minervou nebo řeckou Aténou.